# Lativ
Lativ är ett kasus som är typiskt för de uraliska språken och var också ett kasus i det proto-uraliska språket. Det finns fortfarande kvar i många av språken, till exempel mokshan och erzyan. I finskan räknas det inte längre som ett kasus eftersom det bara används i några, oftast gammalmodiga, enstaka uttryck: kauas= långt, taa= bakom, rannemmas= närmare till stranden.
Lativet kan också hittas i nordöstkaukasiska språk, som till exempel tsez, bezhta och khwarshi och även i kartvelska språk, som laziska.
Lativet markerar föremål för en rörelse och rörelsen till riktning mot något.